# روبي غيرهارد
روبي غيرهارد (بالألمانية: Robby Gerhardt)‏ هو مجدف ألماني، ولد في 10 أبريل 1987 في غروس رورسدورف في ألمانيا.

## وصلات خارجية
- روبي غيرهارد على موقع الاتحاد الدولي للتجديف (الإنجليزية)